# جورج ولش
جورج ولش (بالإنجليزية: George Welsh)‏ هو مدير فني أمريكي، ولد في 26 أغسطس 1933 في كوالدال شويلكيل مقاطعة في الولايات المتحدة، وتوفي في 2 يناير 2019.

## وصلات خارجية
- جورج ولش على موقع قاعة فرجينيا للمشاهير الرياضية (الإنجليزية)